# متعاقبات حبيبية
المتعاقبات الحبيبية (الاسم العلمي: Synechococcaceae) هي فصيلة من البكتيريا تتبع رتبة المتعاقبيات الحبيبية من طائفة الزراقم.

## أجناس
- المتعاقبة الحبيبية